# فالي فيو (مقاطعة بنتون)
فالي فيو، مقاطعة بنتون (ميسوري) (بالإنجليزية: Valley View, Benton County, Missouri)‏ هي منطقة سكنية تقع في الولايات المتحدة في مقاطعة بينتون، ميزوري. يقدر عدد سكانها  وترتفع عن سطح البحر 214.89 متر.